# VR 그룹

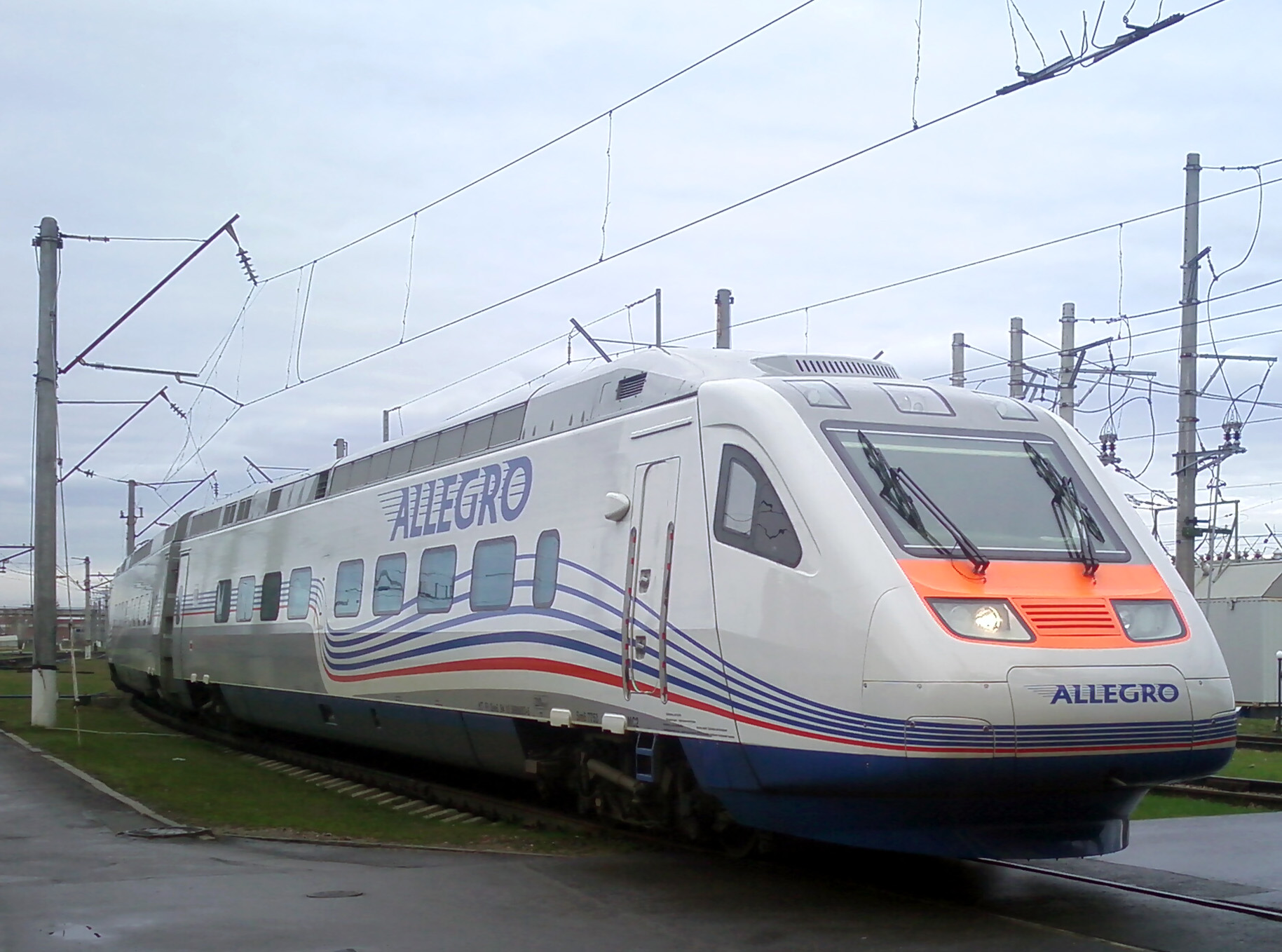
알레그로가 헬싱키와 생페테르부르크 사이에 사용된다.

VR 그룹(VR Group) 또는 VR은 핀란드 정부 소유의 철도 기업이다. 직원 수는 7,500명이며 순매출액은 2017년 기준으로 1,251,000,000 유로에 달한다. VR은 핀란드의 대중교통시장 부문에서 가장 중요한 운용사들 중 한 곳이다.
VR은 1995년 설립되었다.

## 같이 보기
- 핀란드 철도박물관